# Лелека з України
Лелека з України — альбом Назарія Яремчука та ВІА «Смерічка», випущений у 1990 році. Альбом містить пісні, написані українськими поетами та композиторами. Також до збірки увійшла композиція «Сонце», яку створив Назарій Яремчук-молодший, а виконали сини співака. Цей альбом є яскравим зразком української естрадної музики кінця 1980-х — початку 1990-х років.

## Трек-лист
| #   | Назва              | Музика / слова                                | Тривалість |
| --- | ------------------ | --------------------------------------------- | ---------- |
| 1.  | «Лелека з України» | Геннадій Татарченко / Вадим Крищенко          | 4:30       |
| 2.  | «Материнська доля» | Олександр Морозов / Андрій Демиденко          | 4:28       |
| 3.  | «Забудь мене»      | Володимир Прокопик / Микола Бакай             | 5:26       |
| 4.  | «Не жди мене»      | Прокопик / Анатолій Матвійчук                 | 5:48       |
| 5.  | «Дві мелодії»      | Павло Дворський / Демиденко, В'ячеслав Третяк | 2:48       |
| 6.  | «Білий човен»      | Прокопик / Матвійчук                          | 5:39       |
| 7.  | «Сонце»            | Назарчик Яремчук                              | 4:06       |
| 8.  | «Козацька пісня»   | Татарченко / Крищенко                         | 3:38       |
| 9.  | «Свічка»           | Олександр Злотник / Юрій Рогоза               | 4:04       |
| 10. | «Лиш для тебе»     | Злотник / Демиденко                           | 3:37       |

## Персоналії
- Назарій Яремчук — вокал (1-6, 8-10)
- Сини Дмитрусь і Назарчик (7)
- ВІА «Смерічка»